# Mapania caudata
Mapania caudata är en halvgräsart som beskrevs av Georg Kükenthal. Mapania caudata ingår i släktet Mapania och familjen halvgräs. Inga underarter finns listade i Catalogue of Life.